# 堂坂町
堂坂町（どうざかちょう）は、愛知県豊橋市の地名。

## 地理
豊橋市中央部に位置する。東は中橋良町・東橋良町、西は柱四番町、南は柱二番町・柱三番町、北は西橋良町・牟呂町に接する。

## 歴史

### 町名の由来
観音堂の裏の坂であることによるという。

### 人口の変遷
国勢調査による人口および世帯数の推移。
| 1995年（平成7年）  | 176世帯 465人 |  |
| 2000年（平成12年） | 207世帯 491人 |  |
| 2005年（平成17年） | 209世帯 515人 |  |
| 2010年（平成22年） | 214世帯 532人 |  |
| 2015年（平成27年） | 277世帯 601人 |  |

### 沿革
- 1946年（昭和21年） - 豊橋市橋良町の一部により、同市堂坂町が成立[2]。

## 交通
- 愛知県道豊橋環状線[1]

## 施設
- 豊橋酒販会館[1]
  - 豊橋小売酒販組合[1]
  - 豊橋酒類食品商業協同組合[1]

### WEB
1. ↑  “愛知県豊橋市の町丁・字一覧”.   人口統計ラボ. 2023年4月13日閲覧。
2. ↑  総務省統計局 (2017年1月27日). “平成27年国勢調査の調査結果(e-Stat) - 男女別人口及び世帯数 －町丁・字等” (CSV). 2021年7月21日閲覧。
3. ↑  “愛知県豊橋市の郵便番号一覧”.   日本郵便. 2023年4月13日閲覧。
4. ↑  “市外局番の一覧” (PDF).   総務省 (2022年3月1日). 2022年3月22日閲覧。
5. ↑  総務省統計局 (2014年3月28日). “平成7年国勢調査の調査結果(e-Stat) - 男女別人口及び世帯数 －町丁・字等” (CSV). 2021年7月20日閲覧。
6. ↑  総務省統計局 (2014年5月30日). “平成12年国勢調査の調査結果(e-Stat) - 男女別人口及び世帯数 －町丁・字等” (CSV). 2021年7月20日閲覧。
7. ↑  総務省統計局 (2014年6月27日). “平成17年国勢調査の調査結果(e-Stat) - 男女別人口及び世帯数 －町丁・字等” (CSV). 2021年7月21日閲覧。
8. ↑  総務省統計局 (2012年1月20日). “平成22年国勢調査の調査結果(e-Stat) - 男女別人口及び世帯数 －町丁・字等” (CSV). 2021年7月21日閲覧。
9. ↑  総務省統計局 (2017年1月27日). “平成27年国勢調査の調査結果(e-Stat) - 男女別人口及び世帯数 －町丁・字等” (CSV). 2021年7月21日閲覧。

### 書籍
1. 1 2 3 4 5 6  「角川日本地名大辞典」編纂委員会 1989, p. 1790.
2. 1 2  「角川日本地名大辞典」編纂委員会 1989, p. 874.